# Diogo Costa
Diogo Meireles da Costa (Rothrist, 19 september 1999) is een Portugees-Zwitsers voetballer die speelt als doelman. In september 2019 debuteerde hij voor FC Porto. Costa maakte in 2021 zijn debuut in het Portugees voetbalelftal.

## Clubcarrière
Costa werd in Zwitserland geboren als kind van Portugese ouders en verhuisde later met zijn ouders naar Portugal, waar hij ging voetballen bij Póvoa Lanhoso. In 2011 werd de doelman opgenomen in de jeugdopleiding van FC Porto. Na een tijd bij het tweede elftal, kwam hij aan het begin van het seizoen 2019/20 als reservedoelman bij de hoofdmacht terecht. Hier maakte Costa zijn debuut op 25 september 2019, in de Taça da Liga tegen Santa Clara. Door een doelpunt van Diogo Leite werd met 1–0 gewonnen en Costa kreeg het vertrouwen van coach Sérgio Conceição om de hele wedstrijd op doel te staan. Aan het begin van het seizoen 2021/22 werd Costa eerste doelman na een blessure van concurrent Agustín Marchesín. In oktober 2021 tekende hij een nieuw contract bij Porto, wat zou lopen tot medio 2026. In november 2022 werd deze opengebroken en met een jaar verlengd.

## Clubstatistieken
| Seizoen | Club     | Competitie    | Competitie | Competitie | Beker | Beker | Internationaal | Internationaal | Totaal | Totaal |
| Seizoen | Club     | Competitie    | Wed.       | Dlp.       | Wed.  | Dlp.  | Wed.           | Dlp.           | Wed.   | Dlp.   |
| ------- | -------- | ------------- | ---------- | ---------- | ----- | ----- | -------------- | -------------- | ------ | ------ |
| 2019/20 | FC Porto | Primeira Liga | 3          | 0          | 11    | 0     | 0              | 0              | 14     | 0      |
| 2020/21 | FC Porto | Primeira Liga | 1          | 0          | 8     | 0     | 1              | 0              | 10     | 0      |
| 2021/22 | FC Porto | Primeira Liga | 33         | 0          | 0     | 0     | 10             | 0              | 43     | 0      |
| 2022/23 | FC Porto | Primeira Liga | 33         | 0          | 0     | 0     | 8              | 0              | 41     | 0      |
| 2023/24 | FC Porto | Primeira Liga | 33         | 0          | 4     | 0     | 8              | 0              | 45     | 0      |
| Totaal  | Totaal   | Totaal        | 103        | 0          | 23    | 0     | 27             | 0              | 153    | 0      |

Bijgewerkt op 29 juli 2024.

## Interlandcarrière
Costa maakte op 9 oktober 2021 zijn debuut in het Portugees voetbalelftal tijdens een vriendschappelijke wedstrijd tegen Qatar. Door doelpunten van Cristiano Ronaldo, José Fonte en André Silva ging het duel met 3–0 gewonnen. Costa mocht van bondscoach Fernando Santos in de basisopstelling beginnen en hij speelde het gehele duel mee. De andere Portugese debutanten dit duel waren Matheus Nunes (Sporting Lissabon) en Rafael Leão (AC Milan). Santos koos Costa als zijn eerste keuze onder de lat voorafgaand aan de play-offs voor de kwalificatie voor het WK 2022. Hierdoor werd Rui Patrício gedegradeerd tot reservedoelman. Hij keepte beide duels in de play-offs, waarin gewonnen werd van Turkije en Noord-Macedonië, waardoor Portugal zich plaatste voor het WK.
In oktober 2022 werd Costa door bondscoach Santos opgenomen in de voorselectie van Portugal voor het WK 2022. Tweeënhalve week later werd hij ook opgenomen in de definitieve selectie. Tijdens dit WK werd Portugal door Marokko uitgeschakeld in de kwartfinales nadat in de groepsfase gewonnen was van Ghana en Uruguay en verloren van Zuid-Korea en in de achtste finales Zwitserland was uitgeschakeld. Costa kwam in alle vijf duels in actie. Zijn toenmalige clubgenoten Mehdi Taremi (Iran), Stephen Eustáquio (Canada), Marko Grujić (Servië), Pepe en Otávio (beiden eveneens Portugal) waren ook actief op het toernooi.
Costa werd in mei 2024 door bondscoach Roberto Martínez opgenomen in de selectie van Portugal voor het EK 2024 in Duitsland. Portugal overleefde de groepsfase na overwinningen op Tsjechië (2–1) en Turkije (0–3) en een nederlaag tegen Georgië (2–0). Hierna volgden twee strafschoppenseries; Slovenië werd verslagen, maar Frankrijk was te sterk in de kwartfinales. Costa speelde alle wedstrijden. Zijn toenmalige clubgenoten Pepe en Francisco Conceição (beiden eveneens Portugal) waren ook actief op het EK.
| Interlands van Diogo Costa voor Portugal | Interlands van Diogo Costa voor Portugal | Interlands van Diogo Costa voor Portugal | Interlands van Diogo Costa voor Portugal | Interlands van Diogo Costa voor Portugal | Interlands van Diogo Costa voor Portugal |
| №                                        | Datum                                    | Wedstrijd                                | Uitslag                                  | Competitie                               | Goals                                    |
| Als speler bij FC Porto                  | Als speler bij FC Porto                  | Als speler bij FC Porto                  | Als speler bij FC Porto                  | Als speler bij FC Porto                  | Als speler bij FC Porto                  |
| ---------------------------------------- | ---------------------------------------- | ---------------------------------------- | ---------------------------------------- | ---------------------------------------- | ---------------------------------------- |
| 1                                        | 9 oktober 2021                           | Portugal – Qatar                         | 3 – 0                                    | Vriendschappelijk                        |                                          |
| 2                                        | 24 maart 2022                            | Portugal – Turkije                       | 3 – 1                                    | WK 2022 kwalificatie                     |                                          |
| 3                                        | 29 maart 2022                            | Portugal – Noord-Macedonië               | 2 – 0                                    | WK 2022 kwalificatie                     |                                          |
| 4                                        | 2 juni 2022                              | Spanje – Portugal                        | 1 – 1                                    | Nations League 2022/23                   |                                          |
| 5                                        | 9 juni 2022                              | Portugal – Tsjechië                      | 2 – 0                                    | Nations League 2022/23                   |                                          |
| 6                                        | 24 september 2022                        | Tsjechië – Portugal                      | 0 – 4                                    | Nations League 2022/23                   |                                          |
| 7                                        | 27 september 2022                        | Portugal – Spanje                        | 0 – 1                                    | Nations League 2022/23                   |                                          |
| 8                                        | 24 november 2022                         | Portugal – Ghana                         | 3 – 2                                    | WK 2022                                  |                                          |
| 9                                        | 28 november 2022                         | Portugal – Uruguay                       | 2 – 0                                    | WK 2022                                  |                                          |
| 10                                       | 2 december 2022                          | Zuid-Korea – Portugal                    | 2 – 1                                    | WK 2022                                  |                                          |
| 11                                       | 6 december 2022                          | Portugal – Zwitserland                   | 6 – 1                                    | WK 2022                                  |                                          |
| 12                                       | 10 december 2022                         | Marokko – Portugal                       | 1 – 0                                    | WK 2022                                  |                                          |
| 13                                       | 17 juni 2023                             | Portugal – Bosnië en Herzegovina         | 3 – 0                                    | EK 2024 kwalificatie                     |                                          |
| 14                                       | 20 juni 2023                             | IJsland – Portugal                       | 0 – 1                                    | EK 2024 kwalificatie                     |                                          |
| 15                                       | 8 september 2023                         | Slowakije – Portugal                     | 0 – 1                                    | EK 2024 kwalificatie                     |                                          |
| 16                                       | 11 september 2023                        | Portugal – Luxemburg                     | 9 – 0                                    | EK 2024 kwalificatie                     |                                          |
| 17                                       | 13 oktober 2023                          | Portugal – Slowakije                     | 3 – 2                                    | EK 2024 kwalificatie                     |                                          |
| 18                                       | 16 oktober 2023                          | Bosnië en Herzegovina – Portugal         | 0 – 5                                    | EK 2024 kwalificatie                     |                                          |
| 19                                       | 19 november 2023                         | Portugal – IJsland                       | 2 – 0                                    | EK 2024 kwalificatie                     |                                          |
| 20                                       | 26 maart 2024                            | Slovenië – Portugal                      | 2 – 0                                    | Vriendschappelijk                        |                                          |
| 21                                       | 8 juni 2024                              | Portugal – Kroatië                       | 1 – 2                                    | Vriendschappelijk                        |                                          |
| 22                                       | 11 juni 2024                             | Portugal – Ierland                       | 3 – 0                                    | Vriendschappelijk                        |                                          |
| 23                                       | 18 juni 2024                             | Portugal – Tsjechië                      | 2 – 1                                    | EK 2024                                  |                                          |
| 24                                       | 22 juni 2024                             | Turkije – Portugal                       | 0 – 3                                    | EK 2024                                  |                                          |
| 25                                       | 26 juni 2024                             | Georgië – Portugal                       | 2 – 0                                    | EK 2024                                  |                                          |
| 26                                       | 1 juli 2024                              | Portugal – Slovenië                      | 0 – 0 (3 – 0 n.s.)                       | EK 2024                                  |                                          |
| 27                                       | 5 juli 2024                              | Portugal – Frankrijk                     | 0 – 0 (3 – 5 n.s.)                       | EK 2024                                  |                                          |

Bijgewerkt op 29 juli 2024.

## Erelijst
| Primeira Liga                 | 2 | 2019/20, 2021/22                   |
| Taça de Portugal              | 4 | 2019/20, 2021/22, 2022/23, 2023/24 |
| Taça da Liga                  | 1 | 2022/23                            |
| Supertaça Cândido de Oliveira | 2 | 2020, 2022                         |